# Frances Tiafoe
Frances Tiafoe (* 20. ledna 1998 Hyattsville, Maryland) je americký profesionální tenista. Ve své dosavadní kariéře na okruhu ATP Tour vyhrál tři singlové turnaje. Na challengerech ATP a okruhu ITF získal sedm titulů ve dvouhře.
Na žebříčku ATP byl ve dvouhře nejvýše klasifikován v červnu 2023 na 10. místě a ve čtyřhře v listopadu 2021 na 160. místě. Od července 2024 jej trénují Jordi Arconada a David Witt, dlouholetý kouč Venus Williamsové. Dříve tuto roli plnili Nicolás Todero, Robby Ginepri, Jihoafričan Wayne Ferreira a mezi lednem a dubnem 2024 Argentinec Diego Moyano. Na juniorském kombinovaném žebříčku ITF nejvýše figuroval v dubnu 2014, kdy mu patřila 2. příčka. 
V patnácti letech se stal historicky nejmladším vítězem dvouhry juniorů floridského Orange Bowlu po výhře nad Kozlovem. Jako 17letý obdržel divokou kartu do dvouhry French Open 2015, čímž se stal nejmladším Američanem v hlavní soutěži od Michaela Changa a roku 1989. Stal se také juniorským mistrem Spojených států a v teenagerovském věku vyhrál čtyři challengery.
V americkém daviscupovém týmu debutoval v roce 2018 semifinálem Světové skupiny proti Chorvatsku, v němž prohrál dvouhry s Marinem Čilićem i Bornou Ćorićem. Američané odešli poraženi 2:3 na zápasy. Do září 2024 v soutěži nastoupil k pěti mezistátním utkáním s bilancí 1–5 ve dvouhře a 0–0 ve čtyřhře.
Spojené státy americké reprezentoval na odložených Letních olympijských hrách 2020 v Tokiu, kde v mužské dvouhře prohrál ve druhém kole s třetím nasazeným Řekem Stefanosem Tsitsipasem. Do mužské čtyřhry nastoupil s Rajeevem Ramem. Soutěž opustili ve druhé fázi po prohře s pozdějšími stříbrnými medailisty Marinem Čilićem a Ivanem Dodigem z Chorvatska.

## Soukromý život
Narodil se roku 1998 v marylandském Hyattsville do rodiny Francese a Alphiny Tiafoeových, kteří na americký kontinent imigrovali ze Sierry Leone. Má dvojče Franklina Tiafoea. V roce 1999 se jejich otec stal pomocným dělníkem na stavbě nového juniorského tenisového centra v College Parku, v němž později pracoval na pozici správce areálu. Frances Tiafoe pak jako tříletý začal v daném centru s tenisem.

## Tenisová kariéra
V rámci hlavních soutěží událostí okruhu ITF debutoval v červnu 2013, když na turnaj ve floridském Innisbrooku obdrželi s Thomasem Mayronnem divokou kartu do čtyřhry. V úvodním kole podlehli krajanům Dadamovi a Buchananovi. Premiérový titul na challengerech si odvezl po sérii pěti finálových porážek z kanadského Granby s dotací 100 tisíc dolarů, kde v srpnu 2016 přehrál ve finále salvadorského hráče Marcela Arévala. Výkonnostní růst zaznamenal během sezóny 2015, jíž zahájil na 1 136. místě, aby se v průběhu roku posunul téměř o 1 000 pozic výše. V závěru roku figuroval na 180. místě. Průnik mezi sto nejlepších tenistů zaznamenal 10. října 2016 po challengerovém titulu ve Stocktonu, když se na žebříčku ATP posunul ze 117. na 100. příčku.
V kvalifikacích okruhu ATP World Tour debutoval na červencovém BB&T Atlanta Open 2014. Ve druhém kole podlehl Novozélanďanovi Michaelu Venusovi. Debut v hlavní soutěži zaznamenal o týden později na washingtonském Citi Open 2014, kde mu organizátoři udělili divokou kartu. Na úvod nestačil na ruského hráče Jevgenije Donského. Premiérový kariérní vyhraný zápas v této úrovni dosáhl jako postoupivší kvalifikant během srpnového Winston-Salem Open 2015 po vyřazení Australana Jamese Duckwortha. Po ztrátě úvodní sady získal zbylé dvě v tiebreacích. Následně odešel poražen od šestého nasazeného Brazilce Thomaze Bellucciho.

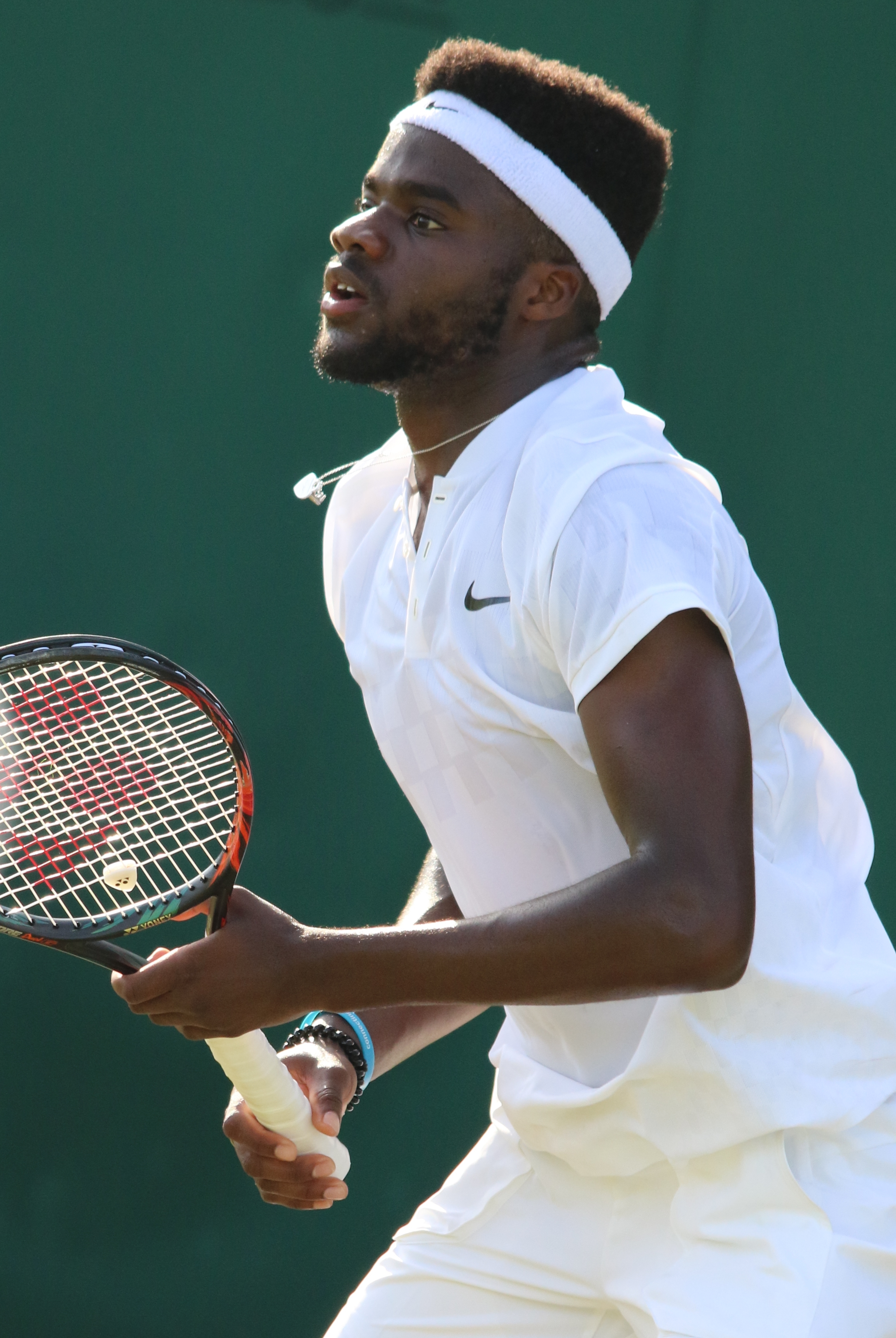
Tiafoe ve Wimbledonu 2017

V rámci série ATP Masters odehrál první utkání na březnovém BNP Paribas Open 2016 v Indian Wells, kam obdržel divokou kartu. Po vítězství nad krajanem Taylorem Fritzem jej vyřadil pozdější belgický semifinalista David Goffin. Během Miami Open 2017 v Key Biscayne pak jako kvalifikant prošel do druhé fáze přes Konstantina Kravčuka, aby mu vzápětí stopku vystavil pozdější vítěz Roger Federer. Z letního Mastersu Western & Southern Open 2017 v Cincinnati si odvezl první výhru nad hráčem elitní světové desítky, když ve druhém kole vyřadil světovou sedmičku Alexandra Zvereva z Německa. V dalším kole jej zastavil Američan John Isner.
Do premiérového finále na okruhu ATP Tour postoupil na houstonském U.S. Men's Clay Court Championships 2017 poté, co mu byla s Němcem Dustinem Brownem udělena divoká karta do čtyřhry. Ve finále však odešli poraženi od čtvrtého nasazeného chilsko-argentinského páru Julio Peralta a Horacio Zeballos.
Debut v hlavní soutěži nejvyšší grandslamové kategorie zaznamenal v mužském deblu US Open 2014. S krajanem Michaelem Mmohem na úvod vyřadili Víctora Estrellu Burgose s Teimurazem Gabašvilim, aby v další fázi nenašli recept na Scotta Lipského a Rajeeva Rama. V sedmnácti letech pak obdržel divokou kartu do mužské dvouhry French Open 2015, v níž jej hladce vyřadil Martin Kližan. Na US Open 2016 ztratil v prvním kole dvousetové vedení nad Johnem Isnerem.
Tým světa reprezentoval na premiérovém ročníku Laver Cupu 2017 v Praze, kde odehrál historicky první utkání týmové soutěže proti Marinu Čilići. Chorvat jej zdolal po zisku obou tiebreaků. Výběr světa pak Evropě celkově podlehl 9:15 na zápasy.
Debutovou trofej z okruhu ATP Tour vybojoval ve 20 letech na únorovém Delray Beach Open 2018, kde ve finále zdolal 28letého Němce Petera Gojowczyka po dvousetovém průběhu. Poprvé si na túře ATP zahrál také semifinále, když na cestě do závěrečného duelu zdolal druhého nasazeného Argentince Juana Martína del Potra i semifinalistu Australian Open 2018 Čong Hjona. Druhý titul si odvezl z antukového U.S. Men's Clay Court Championships 2023 v Houstonu. Turnajem prošel bez ztráty setu. Ve finále přehrál argentinskou turnajovou osmičku Tomáse Martína Etcheverryho po dvou zvládnutých tiebreacích. Po skončení se posunul na nové kariérní maximum, 11. příčku žebříčku. Potřetí triumfoval na travnatém BOSS Open 2023 ve Stuttgartu. Ve druhém kole přehrál Jiřího Lehečku, poté turnajovou šestku Lorenza Musettiho a v semifinále maďarského kvalifikanta Mártona Fucsovicse. V závěrečném utkání zdolal Němce Jana-Lennarda Struffa po třísetové bitvě. V závěrečném tiebreaku za stavu míčů 6:7 odvrátil mečbol. Bodový zisk jej ve 25 letech poprvé posunul do první světové desítky, jíž uzavíral.

## Finále na okruhu ATP Tour
| Legenda                     |
| --------------------------- |
| D – dvouhra; Č – čtyřhra    |
| Grand Slam (0–0)            |
| Turnaj mistrů (0–0)         |
| ATP Tour Masters 1000 (0–1) |
| ATP Tour 500 (0–2 D)        |
| ATP Tour 250 (3–4 D; 0–1 Č) |

### Dvouhra: 10 (3–7)
| Stav      | č. | datum           | turnaj                      | kategorie | povrch    | soupeř ve finále        | výsledek                 |
| --------- | -- | --------------- | --------------------------- | --------- | --------- | ----------------------- | ------------------------ |
| Vítěz     | 1. | 25. února 2018  | Delray Beach, Spojené státy | ATP 250   | tvrdý     | Peter Gojowczyk         | 6–1, 6–4                 |
| Finalista | 1. | 6. května 2018  | Estoril, Portugalsko        | ATP 250   | antuka    | João Sousa              | 4–6, 4–6                 |
| Finalista | 2. | 31. října 2021  | Vídeň, Rakousko             | ATP 500   | tvrdý (h) | Alexander Zverev        | 5–7, 4–6                 |
| Finalista | 3. | 1. května 2022  | Estoril, Portugalsko        | ATP 250   | antuka    | Sebastián Báez          | 3–6, 2–6                 |
| Finalista | 4. | 9. října 2022   | Tokio, Japonsko             | ATP 500   | tvrdý     | Taylor Fritz            | 6–7(3–7), 6–7(2–7)       |
| Vítěz     | 2. | 9. dubna 2023   | Houston, Spojené státy      | ATP 250   | antuka    | Tomás Martín Etcheverry | 7–6(7–1), 7–6(8–6)       |
| Vítěz     | 3. | 18. června 2023 | Stuttgart, Německo          | ATP 250   | tráva     | Jan-Lennard Struff      | 4–6, 7–6(7–1), 7–6(10–8) |
| Finalista | 5. | 7. dubna 2024   | Houston, Spojené státy      | ATP 250   | antuka    | Ben Shelton             | 5–7, 6–4, 3–6            |
| Finalista | 6. | 19. srpna 2024  | Cincinnati, Spojené státy   | ATP 1000  | tvrdý     | Jannik Sinner           | 6–7(4–7), 2–6            |
| Finalista | 7. | 6. dubna 2025   | Houston, Spojené státy      | ATP 250   | antuka    | Jenson Brooksby         | 4–6, 2–6                 |

### Čtyřhra: 1 (0–1)
| Stav      | č. | datum          | turnaj                 | kategorie | povrch | spoluhráč    | soupeři ve finále              | výsledek         |
| --------- | -- | -------------- | ---------------------- | --------- | ------ | ------------ | ------------------------------ | ---------------- |
| Finalista | 1. | 16. dubna 2017 | Houston, Spojené státy | ATP 250   | antuka | Dustin Brown | Julio Peralta Horacio Zeballos | 6–4, 5–7, [6–10] |

## Finále na challengerech ATP a okruhu Futures
| Legenda                |
| ---------------------- |
| Challengery (6–5 D)    |
| Futures (1–2 D; 0–2 Č) |

### Dvouhra: 14 (7–7)
| Stav      | č. | datum              | turnaj                     | povrch    | soupeř ve finále  | výsledek                |
| --------- | -- | ------------------ | -------------------------- | --------- | ----------------- | ----------------------- |
| Finalista | 1. | 25. ledna 2015     | Weston, Spojené státy      | antuka    | Benjamin Balleret | 5–7, 4–6                |
| Vítěz     | 1. | 22. března 2015    | Bakersfield, Spojené státy | tvrdý     | Maxime Tabatruong | 6–1, 6–2                |
| Finalista | 2. | 29. března 2015    | Calabasas, Spojené státy   | tvrdý     | Dennis Novikov    | 6–7(4–7), 6–7(6–8)      |
| Finalista | 1. | 3. května 2015     | Tallahassee, Spojené státy | antuka    | Facundo Argüello  | 6–2, 6–7(5–7), 4–6      |
| Finalista | 2. | 15. listopadu 2015 | Knoxville, Spojené státy   | tvrdý (h) | Dan Evans         | 7–5, 1–6, 3–6           |
| Finalista | 3. | 30. dubna 2016     | Tallahassee, Spojené státy | antuka    | Quentin Halys     | 7–6(8–6), 4–6, 2–6      |
| Finalista | 4. | 9. července 2016   | Winnetka, Spojené státy    | tvrdý     | Jošihito Nišioka  | 3–6, 2–6                |
| Finalista | 5. | 31. července 2016  | Lexington, Spojené státy   | tvrdý     | Ernesto Escobedo  | 2–6, 7–6(8–6), 6–7(3–7) |
| Vítěz     | 1. | 7. srpna 2016      | Granby, Kanada             | tvrdý     | Marcelo Arévalo   | 6–1, 6–1                |
| Vítěz     | 2. | 9. října 2016      | Stockton, Spojené státy    | tvrdý     | Noah Rubin        | 6–4, 6–2                |
| Vítěz     | 3. | 23. dubna 2017     | Sarasota, Spojené státy    | antuka    | Tennys Sandgren   | 6–3, 6–4                |
| Vítěz     | 4. | 14. května 2017    | Aix-en-Provence, Francie   | antuka    | Jérémy Chardy     | 6–3, 4–6, 7–6(7–5)      |
| Vítěz     | 6. | říjen 2020         | Parma, Itálie              | antuka    | Salvatore Caruso  | 6–3, 3–6, 6–4           |
| Vítěz     | 7. | červen 2021        | Nottingham, Velká Británie | tráva     | Denis Kudla       | 6–1, 6–3                |

### Čtyřhra: 1 (0–1)
| Stav      | č. | datum          | turnaj                 | povrch | spoluhráč        | soupeři ve finále    | výsledek              |
| --------- | -- | -------------- | ---------------------- | ------ | ---------------- | -------------------- | --------------------- |
| Finalista | 1. | 19. ledna 2014 | Sunrise, Spojené státy | antuka | William Blumberg | Jason Jung Evan King | 7–6(7–4), 4–6, [6–10] |